# Ministère de l'Intérieur du Reich
Le ministère de l'Intérieur du Reich (en allemand : Reichsministerium des Innern) était un ministère du Reich allemand créé en 1919 et chargé de la politique intérieure.
Le 30 janvier 1933, Hitler fait nommer Wilhelm Frick ministre de l'Intérieur du Reich, première étape de la formation du Troisième Reich. Tout en tenant au début un discours rassurant, le parti nazi s'emploie à prendre le contrôle de toutes les institutions du pays à partir de ce ministère. Frick y reste jusqu'au 20 août 1943, Heinrich Himmler lui succède.
Dissous en 1945, il fut remplacé pour la République fédérale d'Allemagne (RFA) par le ministère fédéral de l'Intérieur et pour la République démocratique allemande (RDA) par le ministère de l'Intérieur de la RDA, tous les deux seulement en 1949.

## Ministres
| 13 février 1919 – 20 juin 1919      | Dr Hugo Preuß               | DDP     |
| 21 juin 1919 – 3 octobre 1919       | Dr Eduard David             | SPD     |
| 3 octobre 1919 – 4 mai 1921         | Dr Erich Koch-Weser         | DDP     |
| 10 mai 1921 – 22 octobre 1921       | Dr Georg Gradnauer          | SPD     |
| 26 octobre 1921 – 14 novembre 1922  | Dr Adolf Köster             | SPD     |
| 22 novembre 1922 – 12 août 1923     | Dr Rudolf Oeser             | DDP     |
| 14 août 1923 – 3 novembre 1923      | Wilhelm Sollmann            | SPD     |
| 11 novembre 1923 – 15 décembre 1924 | Dr Karl Jarres              | DVP     |
| 15 janvier 1925 – 23 octobre 1925   | Dr Martin Schiele           | DNVP    |
| 23 octobre 1925 – 5 décembre 1925   | Dr Otto Gessler commissaire | DDP     |
| 20 janvier 1926 – 17 décembre 1926  | Dr Wilhelm Külz             | DDP     |
| 29 décembre 1927 – 12 juin 1928     | Walter von Keudell          | DNVP    |
| 28 juin 1928 – 27 mars 1930         | Carl Severing               | SPD     |
| 30 mars 1930 – 7 octobre 1931       | Dr Joseph Wirth             | Zentrum |
| 9 octobre 1931 – 30 mai 1932        | Wilhelm Groener             | -       |
| 1er juin 1932 – 17 novembre 1932    | Wilhelm von Gayl            | DNVP    |
| 3 décembre 1932 – 28 janvier 1933   | Dr Franz Bracht             | -       |
| 30 janvier 1933 – 20 août 1943      | Dr Wilhelm Frick            | NSDAP   |
| 24 août 1943 – 29 avril 1945        | Heinrich Himmler            | NSDAP   |
| 30 avril 1945 – 6 mai 1945          | Paul Giesler                | NSDAP   |
| 6 mai 1945 – 23 mai 1945            | Wilhelm Stuckart            | NSDAP   |

## Secrétaires d’État
- Leonardo Conti (1939–1945)